# Mert Caliskan
Mert Caliskan (* 9. Juni 2000 in Dinslaken) ist ein deutscher Boxer.

## Karriere
Caliskan begann 2012 mit dem Boxsport und trainierte im Box- und Sportverein Dinslaken.
Er wurde 2018 Deutscher Jugendmeister (U19) im Leichtgewicht und startete ab November 2018 für das Team Fishtown Fighters Bremerhaven in der 2. Bundesliga, sowie ab November 2019 für den Velberter Boxclub in der 1. Bundesliga.
Ab Januar 2020 trainierte er im Boxteam Duisburg bei Salih Yildirim und Sven Hoffmann, 2021 betrug seine Kampfbilanz 121 Kämpfe mit 71 Siegen. 2022 wurde er Deutscher Vizemeister im Halbweltergewicht und für die Europameisterschaft 2022 in Jerewan nominiert, wo er im Achtelfinale gegen Petr Novák ausschied.

## Sonstiges
Im September 2019 startete er die Ausbildung als Polizeikommissaranwärter bei der Polizei Duisburg und wurde dort im Juni 2020 in die Sportförderung aufgenommen.